# 口岸街道
口岸街道，是中华人民共和国江苏省泰州市高港区下辖的一个乡镇级行政单位。

## 行政区划
口岸街道下辖以下地区：
柴墟社区、育才社区、龙窝口社区、新城社区、城南社区、城东社区、王营社区、口岸社区、蔡滩社区、引江社区、新明社区、东南社区、戴集社区、集成社区、张马社区、田河社区、朱营社区、大石村、徐桥村、郎庄村、雅儒村、吴楼村和徐庄村。